# Obwód Łowicz Armii Krajowej
Obwód Łowicz – jednostka terytorialna Służby Zwycięstwu Polski, Związku Walki Zbrojnej, a następnie Armii Krajowej. Operowała na terenie powiatu Łowicz.
Obwód wchodził początkowo w skład Inspektoratu Rejonowego Skierniewice ZWZ i podlegał Komendzie Okręgu Łódź ZWZ. W lipcu 1940 został przekazany do Podokręgu Zachodniego „Hallerowo” Okręgu Warszawa–Województwo ZWZ.

## Komendanci
- Stefan Grzybowski „Grzyb” – od grudnia 1939 do (najpierw jako dowódca powiatowy SZP, potem jako komendant Obwodu Łowicz ZWZ)
- kpt. sł. st. Jan Borowski „Janusz”, „Podhalanin” – od października 1940 do zimy 1940/1941. Opuścił teren z uwagi na zagrożenie aresztowaniem;
- por. Tadeusz Wajda „Bolesław” (od marca 1941 do maja 1943)[1]; Przeniesiony do Obwodu Błonie.
- mjr Lucjan Zieliński „Łan”, „Wojciech”. „Smuga” (od lipca 1943 do stycznia 1945[2].

## Struktura terytorialna
Od końca 1943 obwód został podzielony na rejony:
- Rejon Miejski „Dworek” (miasto Łowicz i osiedla podmiejskie) – komendant por. Tadeusz Tyrakowski „Kordzik”;
- Rejon Północno-Zachodni „Stodoła” – komendant por. Władysław Lankiewicz „Mazur”;
  - Placówka Bąków „Burda” – komendant Stańczyk „Powała”, następnie Józef Górczyński „Bohun”;
  - Placówka Jeziorko „Żołądź” – komendant Stanisław Jaska „Zryw”;
  - Placówka Kiernozia „Niezgoda” – komendant Jan Plichta „Kilimandżaro”;
- Rejon Południowo-Zachodni „Cegielnia” – komendant por. Witold Pękalski „Wróbel”;
  - Placówka Dąbkowice – komendant - Florian Kurczak „Kurek”;
  - Placówka Domaniewice – komendant ppor. Ryszard Niemczyk;
  - Placówka Łyszkowice (gminy Łyszkowice i Lubianków) – komendant ppor. Kapa „Kettling”;
  - Placówka Bielawy „Kuźnia” – komendant Stanisław Wawrzyniak „Graf” (aresztowany w 1944); ppor. Kazimierz Sporny „Jakub”;
- Rejon Wschodni „Tartak” – komendant kpt. Kazimierz Kurowski, następnie por. Józef Gołębiowski „Sochacki (zagrożony aresztowaniem opuścił Łowicz w grudniu 1943), por. Mieczysław Rosiński „Baśka”;
  - Placówka Kompina „Kamień” - komendant ppor. Konstanty Zając „Zbigniew”, „Maks”;
  - Placówka Nieborów – komendant kpr. ? Walenty Odolczyk „Dawid” (od 1944 w partyzantce), pchor. Lech Piechocki „Żaba”;
  - Placówka Bolimów – komendant Franciszek Darowski „Emanuel" (aresztowany w grudniu 1943). Placówka przejściowo włączona w skład Placówki Nieborów[3].